# Psychotria glandulifera
Psychotria glandulifera är en måreväxtart som beskrevs av George Henry Kendrick Thwaites och Joseph Dalton Hooker. Psychotria glandulifera ingår i släktet Psychotria och familjen måreväxter. Inga underarter finns listade i Catalogue of Life.